# Pierre Cardin
Pierre Cardin (произносится Пьер Карде́н) — французский дом моды, основанный в 1950 году модельером Пьером Карденом, производитель готовой одежды, обуви, парфюмерии, постельного белья, фарфора и прочих предметов роскоши.
Бренд Pierre Cardin продаётся более чем в 170 странах мира, под управлением дизайнера находится около 8000 бутиков.

## Деятельность

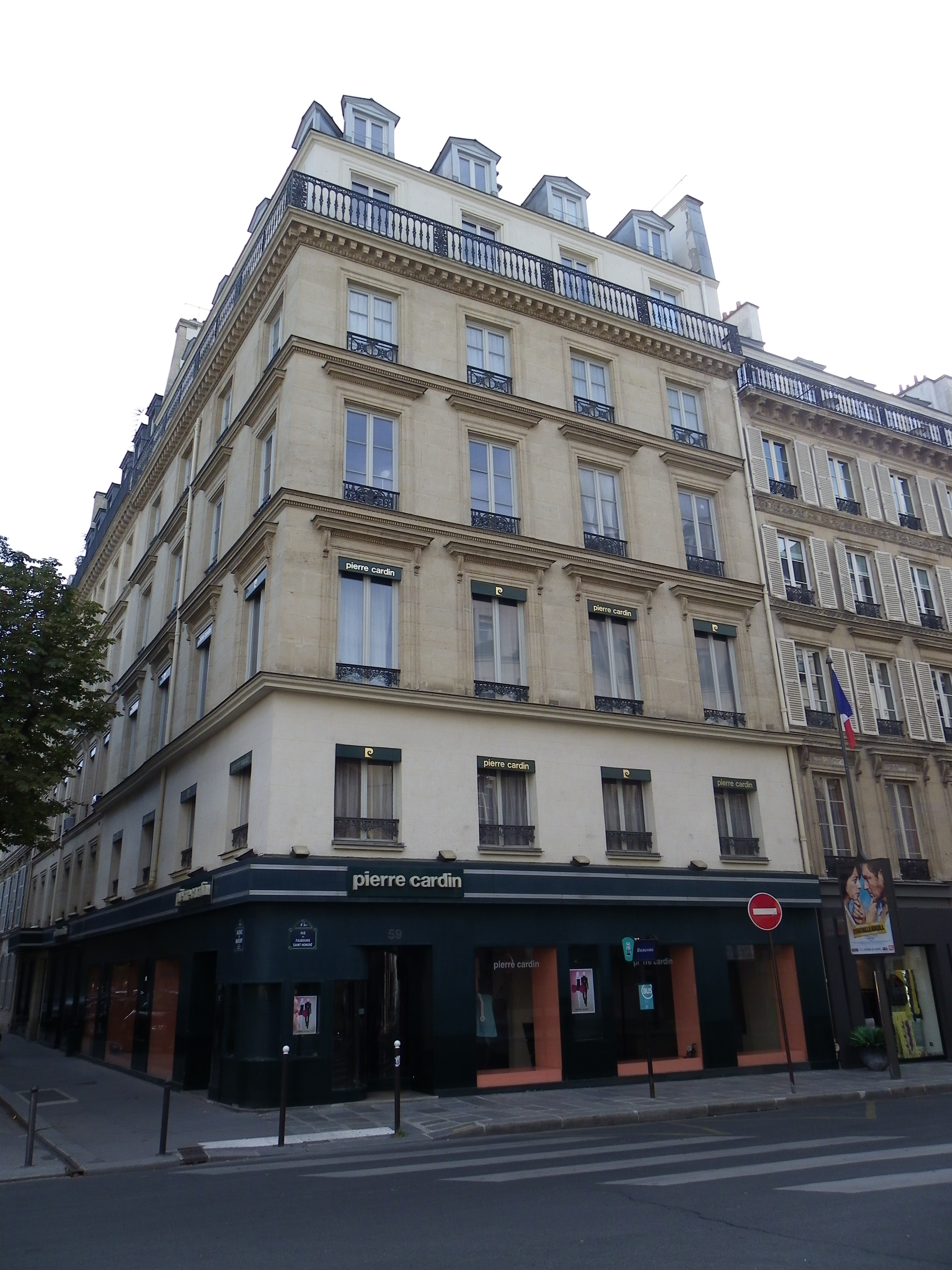
Бутик Pierre Cardin в VIII округе Парижа

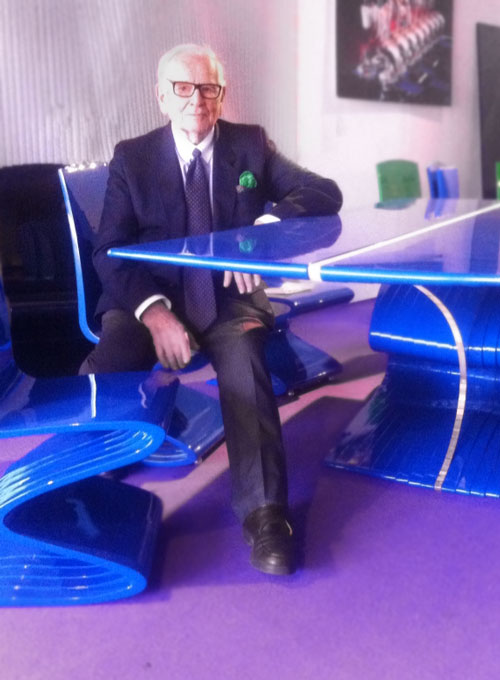
Пьер Карден в возрасте 90 лет

В 1950 году Пьер Карден основал собственный Дом Моды и ровно через год представил первую коллекцию роскошных костюмов для балов.
В 1953 году он выпускает модельный ряд демисезонных пальто для дам в абстрактном футуристичном дизайне. В 1954 году начинает работу специализированный магазин женской моды «Ева», где в центре внимания оказывается оригинальное платье-шар.
В 1957 году Карден представляет вниманию публики 120 предметов из коллекции одежды в стиле унисекс, становясь в этом деле первопроходцем. Одновременно с этим свои двери открывает магазин мужской моды «Адам».
В 1961 году в рамках весеннего показа Пьер Карден производит революцию в мужской одежде, выпуская элегантные куртки для автомобилистов.
В коллекции Space Age в 1964 году дизайнер постарался передать своё видение будущего: белые трикотажные чулки, гербовые накидки поверх леггинсов, «трубчатые» платья. Карден проявлял интерес к искусственным волокнам; в те времена они набирали популярность. В 1968 году дизайнер создал свою термоформированную ткань Cardine (Карден), также известную под торговым названием Dinel. Основными составляющими ткани были сверхпрочные волокна; её можно было стирать, но объёмные геометрические узоры оставались неизменными. Ткань использовалась при создании униформы для французской авиакомпании UTA.
В 1970-е годы Пьер Карден был одним из первых модельеров, которые занялись джинсовым направлением, одеждой для молодежи и детей, а также комбинезонами для специалистов NASA.
К 1984 году модельером было запатентовано более 540 изобретений, среди них: цветные чулки, высокие сапоги, мини-сарафаны, галстуки «в цветочек», длинные пиджаки без воротника, узкие брюки на пуговицах.
В 1990-е годы Карден стал первым дизайнером, начавшим покорение рынков Японии, Китая, Вьетнама и России, которые до него считались в лучшем случае бесперспективными.
В августе 2011 года дом моды Пьера Кардена выпустил собственную версию планшетного компьютера с фирменным логотипом.

## Будущее бренда
Пьер Карден, находясь уже в солидном возрасте, был главой Pierre Cardin. У него не было наследников, поэтому, по словам самого основателя, компанию нужно продать не просто бизнесмену или корпорации, а заинтересованному человеку.
Кардену поступали заманчивые предложения от LVMH и Gucci, но обоим он отказал.